# 雷吉娜·泰勒
雷吉娜·泰勒（英語：Regina Taylor，1960年8月22日—），女，美国演员。曾获得金球奖剧情类剧集最佳女主角。